# Lednik Kovarvyj
Der Lednik Kovarvyj (englische Transkription von russisch Ледник Коварный Lednik Kowarwy, deutsch ‚Heimlicher Gletscher‘, in Australien Kovarvyj Glacier) ist ein Gletscher im ostantarktischen Kaiser-Wilhelm-II.-Land. Er mündet mit nordöstlicher Fließrichtung unweit des Kap Torson in die Davissee.
Russische Wissenschaftler benannten ihn.